# Маргаріта Фульяна
Маргаріта Фульяна (ісп. Margarita Fullana, 9 квітня 1972) — іспанська велогонщиця.
Бронзова призерка Олімпійських Ігор 2000 року в маунтінбайку, учасниця 2004, 2008 років.
Чемпіонка світу з маунтінбайку 1999 (крос-кантрі), 2000 (крос-кантрі), 2008 (крос-кантрі) років, бронзова призерка 1997 року в крос-кантрі.